# 有馬吉川站

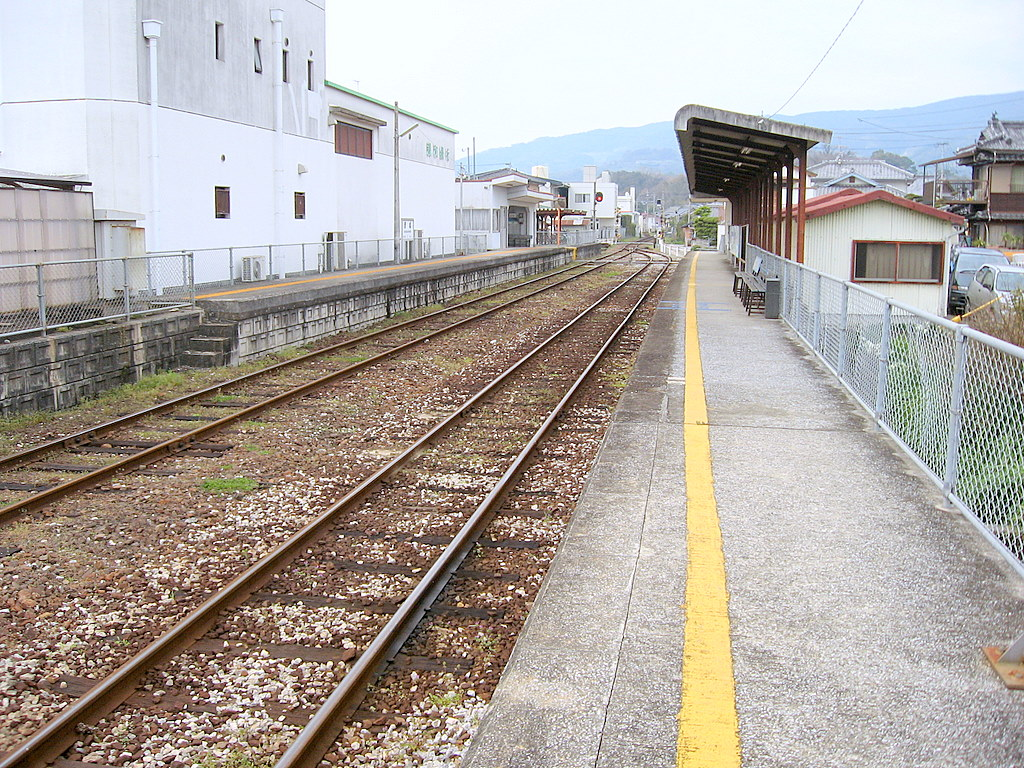
月台（2007年3月）

有馬吉川站（日语：／ Arimayoshikawa eki */?）是位於長崎縣南島原市南有馬町吉川，島原鐵道島原鐵道線的已停用車站。

## 歷史
- 1928年（昭和3年）2月25日 - 口之津鐵道車站啟用[1]。
- 1943年（昭和18年）7月1日 - 公司合併，成為島原鐵道車站。
- 1964年（昭和39年）
  - 4月1日 - 結束貨物業務。
  - 6月1日 - 成為業務委託車站。
- 1967年（昭和42年）6月1日 - 成為無人車站。
- 1985年（昭和60年）12月 - 新車站大樓竣工。
- 1997年（平成9年）4月1日 - 撤走交會設備。
- 2008年（平成20年）4月1日 - 隨著島原外港站至加津佐站之間廢止，此站也永久停用。

## 構造
此站是地面車站，設有1面2線的島式月台。此站是無人車站。此站沒有車站大樓，只有候車室。一邊的月台基本上沒有使用。車站在崖上。
車站與鄰站東大屋站之間，路線經過陡峭的海岸線，通過有許多隧道。

## 周邊
車站附近較少住宅。
- 南島原市立吉川小學（日语：南島原市立吉川小学校）（2015年3月關校）
- 南有馬吉川簡易郵局
- 國道251號（日语：国道251号）

## 使用狀況
在此站最後的一個營業年度（2007年度），一年總乘車人次為13,961人，下車人次為13,307人。
以下為一年總乘車人次和下車人次變化。
| 年度               | 一年總 乘車人次 | 一年總 下車人次 |
| ------------------ | --------------- | --------------- |
| 1997年（平成09年） | 10,968          | 10,888          |
| 1998年（平成10年） | 8,312           | 8,711           |
| 1999年（平成11年） | 10,945          | 11,337          |
| 2000年（平成12年） | 14,593          | 13,832          |
| 2001年（平成13年） | 15,552          | 14,409          |
| 2002年（平成14年） | 13,744          | 12,703          |
| 2003年（平成15年） | 11,328          | 10,820          |
| 2004年（平成16年） | 9,847           | 8,914           |
| 2005年（平成17年） | 11,386          | 10,670          |
| 2006年（平成18年） | 13,042          | 12,310          |
| 2007年（平成19年） | 13,961          | 13,307          |

## 相鄰車站
島原鐵道
島原鐵道線
原城－有馬吉川－東大屋